# 일요토론 (NHK)
일요토론(日曜討論,にちようとうろん、Sunday Debate)은 NHK 종합 텔레비전과 NHK 라디오 제1방송에서 동시 방영되고 있는 유일한 토론 프로그램이다. 1957년 10월에 시작해 오랜 역사를 자랑하는 있다.